# 萨拉普伊
萨拉普伊是巴西圣保罗州的一个市镇。总面积354.463平方公里，总人口8787人，人口密度24.8人/平方公里。